# قشلاق قلعه‌جیق
قشلاق قلعه‌جیق یکی از روستاهای استان آذربایجان شرقی است که در دهستان ورگهان بخش مرکزی شهرستان اهر واقع شده‌است.این روستا ۴۶ نفر جمعیت دارد.